# Staiișce, Verhovîna
Staiișce (în ucraineană Стаїще) este un sat în comuna Krîvopillea din raionul Verhovîna, regiunea Ivano-Frankivsk, Ucraina.

## Demografie
Componența lingvistică a localității Staiișce
     Ucraineană (100%)
Conform recensământului din 2001, toată populația localității Staiișce era vorbitoare de ucraineană (100%).